# Majda Zupan
Majda Zupan, slovenska političarka, * 27. december 1950.
Zupanova je bila kot članica NSi poslanka 3. in 4. državnega zbora Republike Slovenije.